# Lady Jane
A Lady Jane (Lady Jane) egy 1986-os történelmi-életrajzi dráma, Helena Bonham Carter főszereplésével.

## Történet
|  | Alább a cselekmény részletei következnek! |

Az 1986-ban forgatott történelmi-életrajzi dráma címszerepét a fiatal pályakezdő Helena Bonham Carter alakítja. Férjét, Guilford Dudley-t pedig a tehetséges és jóképű Cary Elwes játssza. Lady Jane Grey a sors furcsa játékának köszönhetően csupán 9 napig, de Anglia királynője volt, amíg az elszánt és hatalomvágyó buzgó katolikus Tudor Mária, VIII. Henrik idősebbik lánya le nem taszította őt amúgyis elég ingatag trónjáról. Az ifjú lányt még 15 évesen hozzáadták Northamberland hercegének egyik fiához, ám szülei eredetileg a vele egyidős VI. Edward királlyal, VIII. Henrik fiával akarták összeházasítani, mivel Jane nagyanyja VIII. Henrik nővére volt. Csakhogy tervük nem valósulhatott meg, mivel a sokat betegeskedő, gyenge fizikumú Edward 15 évesen meghalt. Ám a szülők szerencséjére a király a halála előtt nem saját nővéreit, Máriát és Erzsébetet jelölte meg örököseinek, hanem Jane Grey-t, így a lány családja most már biztosan megkaparinthatná a koronát. Amikor a leendő királynő értesült arról, hogy Edward ráhagyta a trónt, értetlenkedve és visszakozva, de kénytelen volt beletörődni végzetébe, mivel ő sosem vágyott ekkora hatalomra, ráadásul ilyen fiatalon. A történet azonban tragikusan végződik Jane kivégzésével, akinek csupán annyi bűne volt, hogy teljesítette a megboldogult király végakaratát. Miután riválisa, Mária megfosztotta kérészéletű hatalmától, hogy elkerülje azt, hogy Jane visszakövetelhesse esetleg később a koronát, úgy döntött, végleg kiiktatja a politikai játszmából, így 1554-ben lefejeztette az alig 17 éves trónfosztott királynőt és annak férjét is.
|  | Itt a vége a cselekmény részletezésének! |

## Szereplők
- Helena Bonham Carter (Lady Jane Grey)
- Cary Elwes (Guilford Dudley)
- John Wood (John Dudley)
- Michael Hordern (Doctor Feckenham)
- Jill Bennett (Mrs. Ellen)
- Jane Lapotaire (Mary hercegnő)
- Sara Kestelman (Frances Grey)